# 더버빌가의 테스

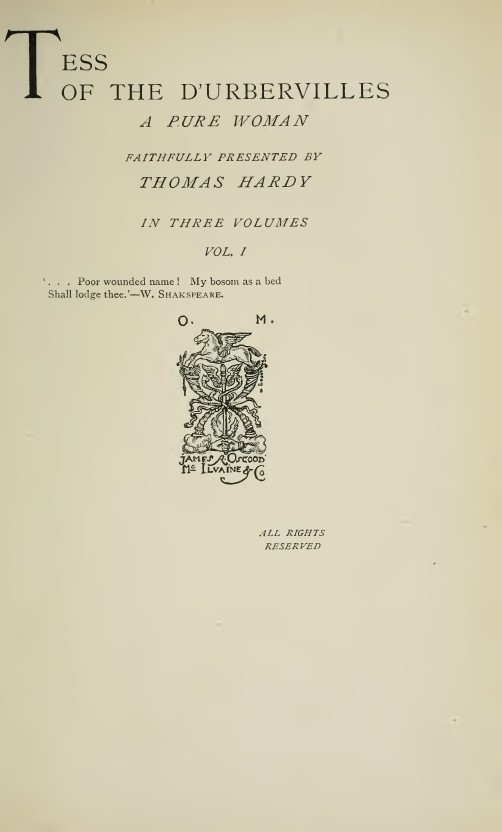
Tess d'Urbervilles

《더버빌가의 테스》(영어: Tess of the d'Urbervilles) 혹은 줄여서 테스는 영국 작가 토머스 하디의 소설로 기존의 사회적 인습과 편견에 과감하게 도전했던 토머스 하디의 문제의식이 가장 잘 드러난 작품이다. 하디는 지속적으로 기독교 문화와 가치관의 편협성에 대항하면서 여성의 성을 긍정적으로 제시한다. 특히 성적 충동은 모든 자연물이 가진 것이며, 기독교의 윤리로 억압될 수 없는 것임을 분명히 한다.

## 작품 소개
미혼모가 된 테스를 순결한 여인으로 제시한 이 소설은, 빅토리아 시대 영국의 보수적인 성 도덕을 지닌 비평가들과 독자들로부터 격렬한 공격을 받았다. 여성에게도 남성과 동등한 성 기준을 적용해야 한다는 하디의 생각이 상당히 선진적인 것이었기 때문이다. 부제인 ‘순결한 여인’에서 보다시피 하디는 테스가 순결을 상실한 여성이지만 누구보다도 순결한 영혼의 소유자로 보고 있다. 하디는 당시 여성의 순결이라는 개념이 여성을 억압하는 잘못된 것이라고 고발한다. 하디가 생각한 순결이란 한 인간의 품성으로 규정되는 것이지, 사회가 설정한 도덕 기준에 따라 설정되는 것이 아니었다. 하디는 테스의 비극을 통해 당시의 성 이데올로기의 문제점을 고발하고 경직된 기독교적 성 윤리를 비판한다.당시 농촌의 관습과 삶의 현장이 구체적으로 제시되는 동시에 상징과 이미지의 사용도 영화처럼 아름답게 구사되고 있다. 특히 탤보세이스 농장에서 에인절과 테스를 둘러싸고 있는 아름답고 풍요로운 자연의 이미지들은 사랑이 무르익어 가는 과정을 실감나게 하는 데 효과적이다. 때때로 줄거리 구성을 우연의 일치에 의존한 점이나 작가의 목소리가 지나치게 자주 등장하는 점 등이 기법상의 단점으로 지적되기도 한다. 그러나 리얼리즘과 시적 요소, 멜로드라마, 민담이 성공적으로 결합된 이 책은 하디가 소설가로서 완숙의 경지에 올랐음을 보여준다. 하지만 테스를 단지 성도덕에 관점에서 해석하는 것은 이 작품을 완전하게 이해한 것이라 할 수 없다. 토마스 하디는 당시 영국 농촌의 고단한 삶과 그 속에서 고통받는 사람들을 그렸다고 보는 것이 더 합당하다. 기독교는 테스가 가장 고통스런 순간에 아무런 도움이 되지 못했으며, 엔젤은 이들을 가장 잘 이해한다고 스스로 자부했지만, 테스의 과거를 용서하려는 아량을 가지지 못했으며 결국 그녀를 파국으로 몰고 간 사람은 다름 아닌 엔젤 자신이었다. 엔젤이 추구하던 사회주의적 가치는 정작 테스가 그것을 가장 필요로 할 때 발휘되지 않았다. 아이러니하게도 테스는 이런 엔젤을 진심으로 사랑한다.

## 서지 정보
- 장정희 역, 2009년, 지식을만드는지식[깨진 링크(과거 내용 찾기)] ISBN 978-89-6406-355-2